# Hípica als Jocs Olímpics d'estiu de 1920 - Volteig per equips
El volteig per equips va ser una de les set proves d'hípica que es van disputar als Jocs Olímpics d'Estiu de 1920, a Anvers. La competició es va disputar l'11 de setembre de 1920, amb la participació de 3 nacions diferents.
Els millors tres resultats de la prova individual eren vàlids per a la classificació final.

## Medallistes
| Or                                                        | Plata                         | Bronze                                               |
| BèlgicaDaniel Bouckaert · Louis Finet · Maurice Van Ranst | FrançaField · Salins · Cauchy | SuèciaCarl Green · Anders Mårtensson · Oskar Nilsson |

## Classificació final
| Pos.   | Nació   | Genet             | Punts Ind. | Punts Tot. |
| ------ | ------- | ----------------- | ---------- | ---------- |
| Or     | Bèlgica | Daniel Bouckaert  | 30,500     | 87,500     |
| Or     | Bèlgica | Louis Finet       | 29,000     | 87,500     |
| Or     | Bèlgica | Maurice Van Ranst | 28,000     | 87,500     |
| Plata  | França  | Field             | 29,500     | 81,083     |
| Plata  | França  | Salins            | 26,333     | 81,083     |
| Plata  | França  | Cauchy            | 25,250     | 81,083     |
| Bronze | Suècia  | Carl Green        | 20,500     | 59,416     |
| Bronze | Suècia  | Anders Mårtensson | 20,250     | 59,416     |
| Bronze | Suècia  | Oskar Nilsson     | 18,666     | 59,416     |